# Thorey-sur-Ouche
Thorey-sur-Ouche település Franciaországban, Côte-d’Or megyében. Lakosainak száma 141 fő (2022. január 1.). Thorey-sur-Ouche Colombier, Bligny-sur-Ouche, Aubaine, Chaudenay-la-Ville, Crugey és Painblanc községekkel határos.

## Népesség
A település népessége az elmúlt években az alábbi módon változott:
| Lakosok száma | 166  | 129  | 121  | 143  | 159  | 155  | 144  | 137  | 137  | 141  |
|               | 1968 | 1982 | 1990 | 2006 | 2013 | 2015 | 2017 | 2019 | 2020 | 2022 |